# Бакнинь
Бакнинь (вьет. Bắc Ninh) — город провинциального подчинения в северо-восточной части Вьетнама. Административный центр провинции Бакнинь.

## История
В марте 1884 года Бакнинь стал местом сражения между французской армией и Армией чёрного флага. Город был взят французами, после чего стал политическим, экономическим и культурным центром колониальной администрации провинции. Бакнинь был связан железной дорогой в 1904 году.
В январе 2006 года город Бакнинь был повышен до статуса города провинциального подчинения.

## География
Абсолютная высота — 12 метров над уровнем моря. Расположен в 31 км к северу от столицы страны, города Ханой.

## Население
По данным на 2013 год численность населения составляет 43 793 человека.
Динамика численности населения города по годам:
| 1989   | 2013   | 2019    |
| ------ | ------ | ------- |
| 33 849 | 43 793 | 247 702 |